# Henning Helger
Henning Peter Hermann Helger (28. april 1912 i København – 16. juni 1989 i Charlottenlund) var en dansk arkitekt.
Han var søn af direktør Holger Helger og Erna Olga Marie Henriette f. Hermann-Petersen. Han blev student fra Ordrup Gymnasium 1930 og tog afgang fra Kunstakademiets Arkitektskole 1938. Han var medarbejder hos Palle Suenson; hos Kaj Gottlob 1938-40, og drev tegnestue med Ejner Graae fra 1952.
Han vandt Akademiets guldmedalje 1945, fik Zacharias Jacobsens legat 1946 og C.F. Hansen Medaillen 1938 (delt med Ejnar Graae), Københavns Kommunes diplom 1976; European Convention for Constructional Steelwork 1978 og Gentofte Kommunes Diplom 1980.
Helger blev gift 1. gang 4. juni 1936 i Skovshoved med Gerda Emilie Graae (9. december 1911 i København – 15. april 1982 i Charlottenlund), datter af fuldmægtig, senere sparekassedir. Erik Aage Graae og Elna Frederikke Andersen og 2. gang 16. marts 1985 i Ordrup med skolelærer, senere kordegn Gitte Margit Kamstrup, født Thomsen (30. april 1937) i Nørre Løgum, datter af gravemester Anton Andresen T. og Magda Christine Hansen. Han er begravet på Gentofte Kirkegård.

## Værker

### Sammen medEjner Graae
- Arkitekthytten, Bregnerød (1937, indvendig udsmykning af COBRA-kunstnere 1949, nedrevet, Cobra-loft nu på Sophienholm)
- Farum Skole, Farum (1952)
- Assurandørernes Hus, Amaliegade, København (1960)
- Ny Danskes Hus, Rådhuspladsen/Jernbanegade, København (1960)
- Bon Goût, Smedeland 38, Herstedøster (1965)

### Andre
- Hotel SAS Scandinavia, Amager Boulevard 70, Islands Brygge, København (1970-73, sammen med Bent Severin, senere ombygget)
- Glostrupcentret, Glostrup (1973, sammen med Thorkel Klerk og Bent Mackeprang)
- City 2, Tåstrup (1975, sammen med Jørgen Stærmose)
- Rosengårdscentret, Odense (1975, sammen med Jørgen Stærmose)
- Ældreboligerne Bagatelle, Jægersborg Allé, Gentofte (1978-79)
- Etageejendom Lille Fredensvej, Charlottenlund (1982)
- Klyngehuse Annettevej, Gentofte (1982)
- Kædehuse Gartnervænget, Farum (1966-67)

### Konkurrencer samen med Ejnar Graae
- Skole i Holstebro (1947, 2. præmie)
- Administrationsbygning i Fredericia (1956, 2. præmie)